# 山姆·德克尔
山姆·德克尔（英語：Sam Dekker，1994年5月6日—），美國职业籃球運動員，目前效力於國家籃球協會（NBA聯盟）的多倫多暴龍。在2015年NBA選秀中，第一輪第18順位被休斯敦火箭選中。

## 职业生涯

### 休斯顿火箭
洛杉矶快船队将控卫克里斯·保罗交易到火箭，并得到帕特里克·贝弗利、路·威廉姆斯、萨姆·德克尔以及一个2018年的首轮选秀权。